# Anachis hotessieriana
Anachis hotessieriana är en snäckart som först beskrevs av d'Orbigny 1842.  Anachis hotessieriana ingår i släktet Anachis och familjen Columbellidae. Inga underarter finns listade i Catalogue of Life.